# Szehendet

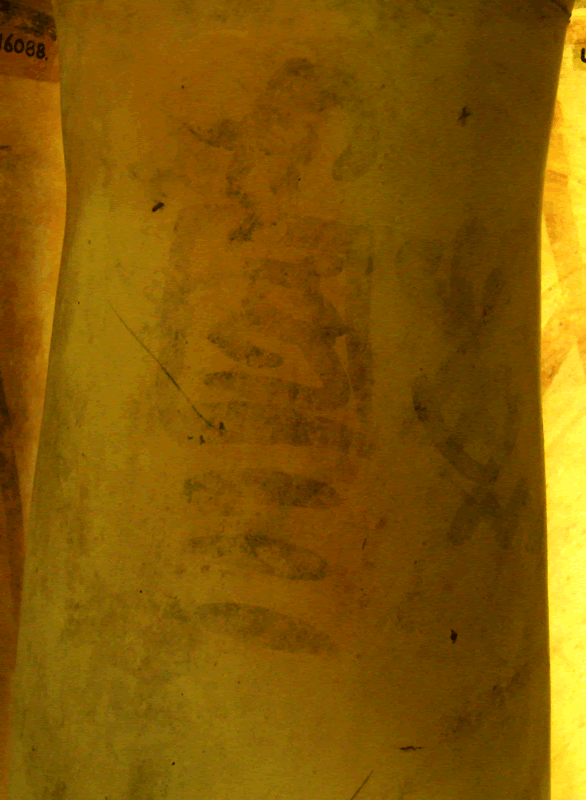
A vitatott tarkhani lelet a nehezen értelmezhető névvel

Szehendet (vagy Szeniu) az ókori Egyiptom 0. dinasztiájának uralkodója az i. e. 31. században. A pontos kronológiai helyzete, más uralkodókkal való kapcsolatai tisztázatlanok.
A neheni templom nagy fogadalmi letétnek nevezett leletegyüttesében egy jogar törött fejét találták, amelyen egy vörös koronás királyt ábrázoltak, aki a szed-fesztivál pavilonjában ül. Közvetlenül az arca előtt egy erősen sérült jel látható. Ezt néhány egyiptológus krokodilként, mások skorpióként értelmezik. A krokodil jellel ábrázolt uralkodó feltűnik a tarkhani 414-es sírban is Narmer pecsétjével együtt. Günter Dreyer szerint ez arra utal, hogy Szehendet Narmer kortársa és ellenfele volt.
Edwin van den Brink és Kaplony Péter a tintás feliratokat is figyelembe véve a serek hieroglifát (skorpió) látja és a shn.dt („az elnyomók”) változatban olvassa. Günter Dreyer infravörös fényképezést felhasználva a nevet egy krokodil és egy hurok hieroglifájának tartja. Ennek olvasata: snj.w („Krokodil Király”). A bizonytalanság a kézírásos, régies hieroglifák miatt adódik. A krokodil és a hurok rajza összekeverhető a skorpió jelével. Azonban ha skorpió lenne a jel, akkor a szerehen ülő sólyom ellenkező irányba nézne, mint a skorpió, ami valószínűtlen. A krokodilábrázolás ellenérve, hogy az általában használatos testarányoknak nem felelne meg a jel. Egy harmadik elképzelés szerint mégis skorpió, de másképp. A krokodilt általában profilból ábrázolják, egyenes vagy ívelt farokkal. Ez a skorpió egy másik fajta ábrázolás, amely ezzel azonos:
| G54 |

("félelem"), amely például a szakkarai királylistán és a torinói papiruszon egy későbbi változatával a II. dinasztia egyik királyának, Szenedzsnek nevében szerepel.
Egy abüdoszi sírban is van hasonló jellegű felirat. Felmerülhetne, hogy Szobek isten ábrázolása, de az isten rajzai már ebben a korban meglehetősen egységesek, egy fekvő krokodil, amelynek hátán lótuszrügyek hajtanak.

## Titulatúra
A fáraók titulatúrájának magyarázatát és történetét lásd az Ötelemű titulatúra szócikkben.
| G5 |

| G5 |

| I3 · V1 |

| I3 · V1 |

| I3 · V1 |

| I3 · V1 |

| G5 |

| G5 |

| I3 · V1 |

| I3 · V1 |

| I3 · V1 |

| I3 · V1 |